# Kateřina Neumannová

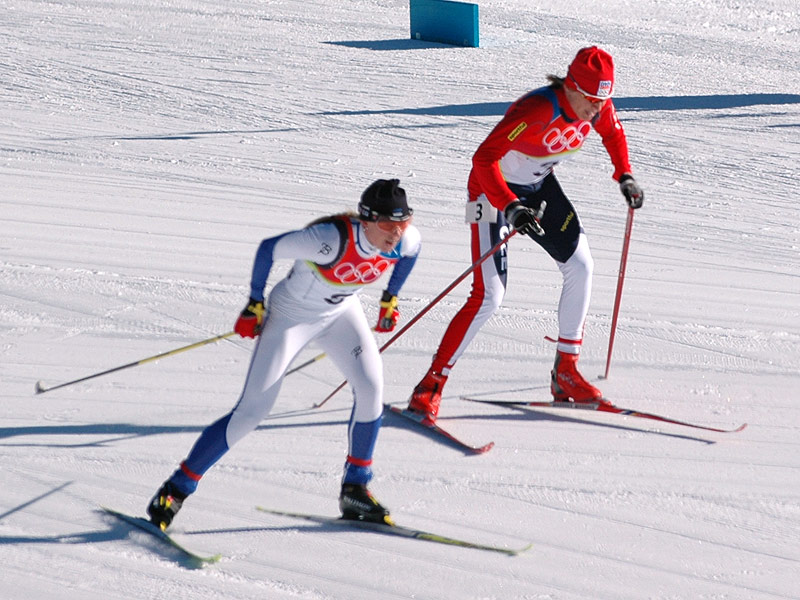
Kateřina Neumannová (vpravo) na ZOH v Turíně

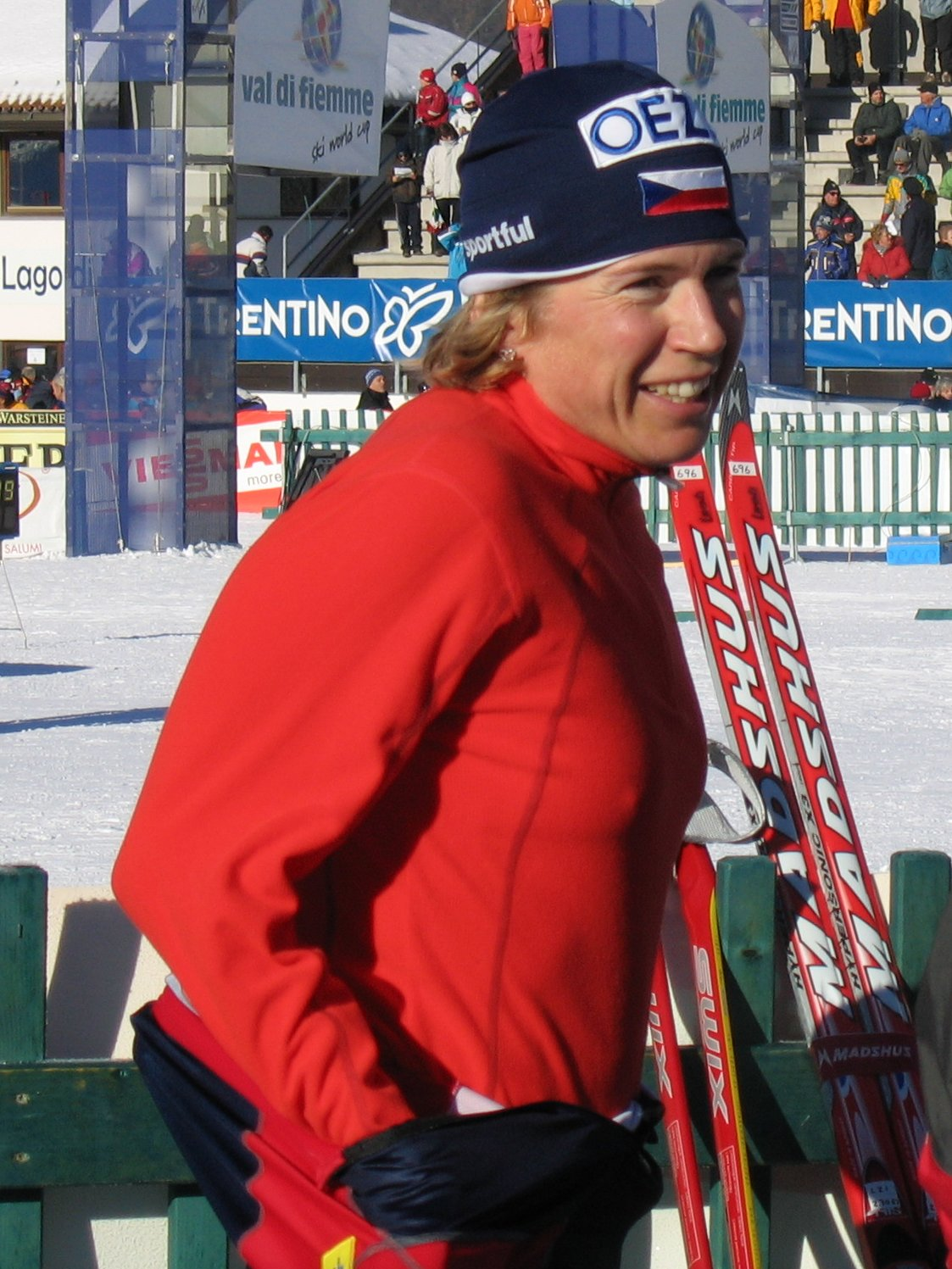
Kateřina Neumannová (2006)

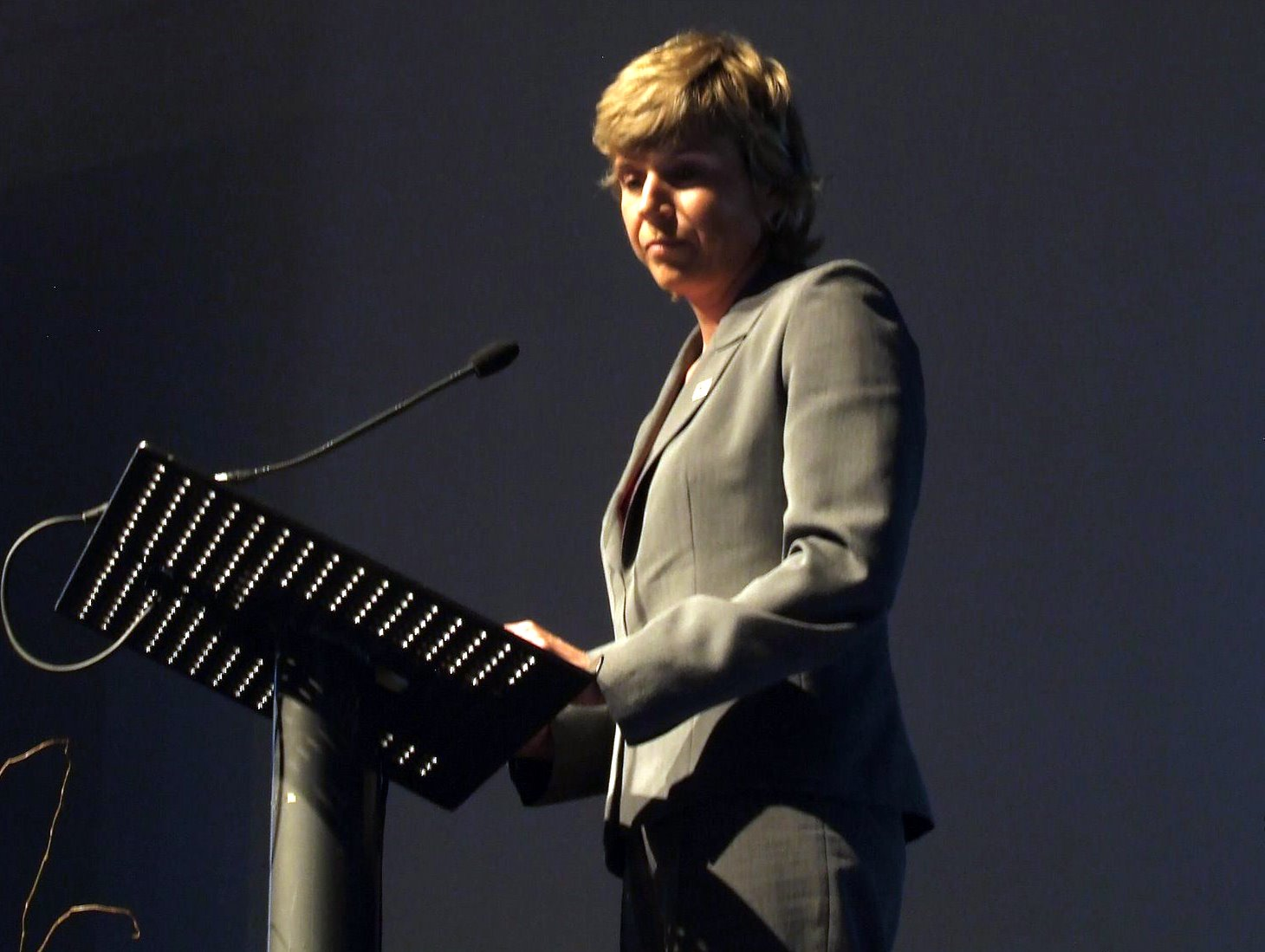
Kateřina Neumannová na kongresu Mezinárodní lyžařské federace 2008 v Kapském Městě v Jihoafrické republice, kde bylo Liberci uděleno Mistrovství světa v severském lyžování 2009

Kateřina Neumannová (* 15. února 1973 Písek) je bývalá česká běžkyně na lyžích a cyklistka, olympijská vítězka a mistryně světa v běhu na lyžích. V současnosti působí jako referentka na Ministerstvu obrany, kde má na starost koncepci armádního sportu a reprezentace, a také jako komentátorská expertka televizní stanice ČT sport.

## Sportovní kariéra
Studovala na sportovním gymnáziu ve Vimperku, kde odmaturovala roku 1992. Začala se prosazovat už od juniorského věku. Již v roce 1990 její talent rozpoznal dlouholetý trenér československého reprezentačního družstva a šéf katedry Jan Weisshäutel a od té doby ji i jejího trenéra Stanislava Frühaufa podporoval. Od roku 1991 se věnovala sportu profesionálně. Tehdy také získala první stříbrnou medaili na mistrovství světa juniorů v Reit im Winklu a v následujících dvou letech ve Vuokatti a v Harrachově k ní přidala další dvě zlaté, jednu stříbrnou a jednu bronzovou. Během své dlouhé kariéry získala mnoho triumfů, medailí a jiných ocenění. Je mistryní světa a má ve své sbírce i olympijské medaile. Startovala již na ZOH 1992 a 1994, v roce 1998 získala na OH v Naganu bronz v běhu na 10 km volným stylem a přidala i stříbro na 5 km klasicky. Na další olympiádě v roce 2002 v Salt Lake City získala dvakrát stříbro. Po olympiádě načas kvůli těhotenství (dcera Lucie se jí narodila 2. července 2003) přerušila kariéru, ale vrátit zpět se dokázala obdivuhodně. Půl roku po porodu v prvním závodě zvítězila. Neumannová se ve svých 33 letech na olympiádě v Turíně 2006 stala olympijskou vítězkou na 30 km volně a získala i stříbro ve skiatlonu. V roce 2014 se objevila informace, že při zpětném testování vzorků měla vítězka turínského skiatlonu Kristina Šmigunová-Vähiová pozitivní dopingové nálezy, takže by po případném přerozdělování cenných kovů měla Neumannová získat místo stříbrné druhou zlatou medaili. Zpětná analýza vzorků však žádné pozitivní případy neobjevila a MOV proto potvrdil výsledky vzešlé z olympiády.
V roce 1996 na letní olympiádě v Atlantě se zúčastnila soutěže na horských kolech na 31,9 km. Skončila osmnáctá. Stala se první českou sportovkyní v historii, které se podařilo zúčastnit se letních i zimních her.
Zásluhou vynikajících sportovních výsledků se pravidelně umisťovala na předních místech v anketě Sportovec roku (o pořadí rozhodují sportovní novináři, členové Klubu sportovních novinářů). Poprvé se dostala mezi deset nejlepších sportovců už v roce 1993, kdy obsadila deváté místo. Od té doby mezi elitou chyběla jen pětkrát. Po ZOH v Naganu v roce 1998 a po vítězství na MS 2005 obsadila v anketě druhá místa, medaile ze ZOH v Salt Lake City 2002 jí vynesly bronzovou příčku. Vítězství v této anketě získala za rok 2006 – královská koruna jí byla předána na slavnostním vyhlášení 14. ledna 2007. Celkem sedmkrát ve své kariéře zvítězila v anketě Král bílé stopy.

## Osobní život
Velký podíl na jejích sportovních úspěších měl její manažer Josef Jindra (o 15 let starší než ona), který zajistil prostředky pro přípravu (např. pronájem speciálního stanu simulujícího vysokohorské prostředí, angažování švédského servismana). Poprvé se potkali v roce 1999, kdy Neumannová po neúspěšném mistrovství světa hledala nového manažera a volba padla právě na Jindru. Ačkoli ona sama nikdy oficiálně neuvedla, kdo je otcem její dcery Lucie, bylo veřejným tajemstvím, že jím je právě Jindra. Až do konce její závodní kariéry sportovní novináři zachovávali nepsanou gentlemanskou dohodu a o Jindrově otcovství se nezmiňovali. Kromě osobního života ji s Jindrou spojuje i podnikání – jsou spolumajiteli luxusního penzionu na Churáňově (byl otevřen na podzim 2005, jeho stavba údajně stála 30 milionů Kč), oba jsou podílníky ve společnosti DNA. V médiích se spekulovalo o tom, že Jindra měl vliv i na překvapivé jmenování Neumannové do funkce prezidentky organizačního výboru Mistrovství světa v severském lyžování 2009 v červenci 2007, čtyři měsíce po ukončení její sportovní kariéry. Kritici jí vytýkají, že nemá ekonomické vzdělání a větší manažerské zkušenosti a že výbor ze zákulisí řídí Jindra.
15. září 2009 byla zvolena místopředsedkyní komise sportovců asociace evropských olympijských výborů EOC.
Neumannová poté působila jako poradkyně na ministerstvu obrany pod vedením Alexandra Vondry, ve stejné funkci by měla působit od srpna 2014.
V červnu 2014 získala po pětiletém studiu a státnicích titul Mgr. v oboru andragogika.
V létě 2016 byla během Letních olympijských her v Riu tváří projektu „Jižní Čechy olympijské“ a olympijského parku na Lipně.

## Největší úspěchy vběhu na lyžích

### Zimní olympijské hry
- Albertville 1992: 6. místo štafeta, 13. místo 5 km klasicky, 14. místo 15 km klasicky, 22. místo 10 km volně
- Lillehammer 1994: 6. místo 10 km volně, 8. místo 5 km klasicky, 9. místo štafeta, 14. místo 15 km klasicky
- Nagano 1998: 2. místo 5 km klasicky, 3. místo 10 km volně, 6. místo štafeta, 9. místo 15 km klasicky
- Salt Lake City 2002: 2. místo kombinace, 2. místo 15 km volně, 4. místo štafeta, 13. místo sprint
- Turín 2006: 1. místo 30 km volně, 2. místo skiatlon, 5. místo 10 km klasicky, 6. místo štafeta

### Mistrovství světa vběhu na lyžích
- 1991 MS Val di Fiemme: 15. místo 5 km volně
- 1993 MS Falun: 5. místo kombinace, 8. místo 5 km klasicky, 16. místo 15 km klasicky
- 1993 MSJ: 1. místo 5 km klasicky, 3. místo 15 km volně
- 1995 MS Thunder Bay: 7. místo 15 km klasicky, 11. místo 5 km klasicky, 13. místo kombinace
- 1997 MS Trondheim: 3. místo 15 km volně, 4. místo kombinace, 6. místo 5 km klasicky
- 1999 MS Ramsau: 3. místo 5 km klasicky
- 2001 MS Lahti: 9. místo 15 km klasicky
- 2005 MS Oberstdorf: 1. místo 10 km volně, 7. místo skiatlon, 8. místo 30 km klasicky
- 2007 MS Sapporo – 1. místo 10 km volně, 2. místo skiatlon 7,5 km + 7,5 km

### Světový pohár vběhu na lyžích
- 1992 SP celkově: 19. místo
- 1993 SP celkově: 7. místo
- 1994 SP celkově: 12. místo
- 1995 SP celkově: 14. místo
- 1996 SP celkově: 8. místo
- 1997 SP celkově: 3. místo
- 1998 SP celkově: 15. místo
- 1999 SP celkově: 6. místo
- 2000 SP celkově: 17. místo
- 2001 SP celkově: 9. místo
- 2002 SP celkově: 2. místo
- 2004 SP celkově: 9. místo
- 2005 SP celkově: 2. místo
- 2006 SP celkově: 5. místo
- 2007 SP celkově: 3. místo

### Mistrovství ČR
- 1998 MČR, Bedřichov: 10 km bruslení, 1. místo
- 1998 MČR, Bedřichov: 5 km klasicky, 1. místo
- 2002 MČR, Jablonec nad Nisou: 5 km klasicky, 1. místo

### Ankety a ocenění
- 1992 Král bílé stopy: 1. místo
- 1993 Král bílé stopy: 1. místo
- 1998 Sportovec roku: 2. místo
- 2001 Král bílé stopy: 1. místo
- 2002 Sportovec roku: 3. místo
- 2003 Nejlepší lyžař naší země 20. století: 2. místo
- 2004 Král bílé stopy: 1. místo
- 2005 Sportovec roku: 2. místo
- 2005 Král bílé stopy: 1. místo
- 28. října 2006 Medaile Za zásluhy
- 2006 Sportovec roku: 1. místo
- 2006 Král bílé stopy: 1. místo
- 2007 Král bílé stopy: 1. místo
- 2007 anticena Ropák roku: 2. místo za uspořádání závodu Pražská lyže dne 30. prosince 2007 na Hradčanském náměstí a dopravení 2500 m³ umělého sněhu ze Šumavy[11]

## Největší úspěchy na horském kole
- 1995 MS, Kirchzarten: MTB, 12. místo
- 1995 ME, Špindlerův Mlýn: MTB, 3. místo
- 1996 LOH Atlanta (USA): MTB 31,9 km, 18. místo
- 1998 ČP celkově: MTB, 1. místo
- 1998 MČR, Velké Losiny: MTB, 1. místo
- 1999 ČP celkově: MTB, 3. místo
- 1999 MČR, Most:, MTB, 1. místo
- 2000 MČR, Olomouc: MTB, štafeta, 1. místo, s Kořínkem a Káškem
- 2000 MČR, Velké Losiny: MTB, 2. místo